# ناحیه شارون، میشیگان
ناحیه شارون (به انگلیسی: Sharon Township) یک منطقهٔ مسکونی در ایالات متحده آمریکا است که در شهرستان وشتناو واقع شده‌است.
 ناحیه شارون ۹۸٫۱ کیلومتر مربع مساحت و ۱٬۷۳۷ نفر جمعیت دارد و ۳۰۰ متر بالاتر از سطح دریا واقع شده‌است.